# Sungai Taras
Sungai Taras war ein kleines Sultanat im Nordosten der Insel Sumatra in Indonesien.

## Entstehung
Es entstand im Jahr 1630, als das Sultanat Pinang Awan (auch Pinangawan) unter zwei Brüdern und einem Neffen des Rajas Halib von Pinang Awan in drei Nachfolgestaaten aufgeteilt wurde: Bila, Sungai Taras und Kota Pinang. In Pinangawan war auf Batara Si Nomba, der dort von etwa 1580 bis 1610 herrschte, zunächst sein Sohn Halib (ca. 1610–1630) auf dem Thron gefolgt. Nach dessen Tod teilten sich die jüngeren Söhne Batara Si Nombas, Tohir Indra Alam I. und Segar Alam (Suman), sowie Tohir Indra Alams Sohn Awam das Erbe. Tohir Indra Alam war von etwa 1630 bis 1650 Raja in Bila, Segar Alam von etwa 1630 bis 1660 in Sungai Taras, und Awan, später als al-Marhum Mangkat di Tasik bekannt, war von 1630 bis 1680 Raja von Kota Pinang.

## Herrscher
- Segar Alam (Suman) (ca. 1630–1660)
- N.N., postumer Name al-Marhum di Sungai Taras, Sohn Segar Alams (ca. 1660–1700)
- N.N., postumer Name al-Marhum Gonteng, Sohn des al-Marhum di Sungai Taras (ca. 1700–1730)
- N.N., postumer Name al-Marhum Gading, Sohn des al-Marhum Gonteng (ca. 1730–1775)
- N.N., postumer Name al-Marhum Asal, Sohn des al-Marhum Gading (ca. 1775–1810)
- N.N., postumer Name al-Marhum Mangat di Rantau Baru, Sohn des al-Marhum Asal (ca. 1810–1835)
- Muda I., Bruder des al-Marhum Mangat di Rantau Baru, nannte sich nicht mehr Raja, sondern Sultan (1835–1871)
- Muda II., Sohn Mudas I. (1871–?)